# Аркет-ан-Валь
Арке́т-ан-Валь (фр. Arquettes-en-Val) — коммуна во Франции, находится в регионе Лангедок — Руссильон. Департамент коммуны — Од. Входит в состав кантона Лаграс. Округ коммуны — Каркасон.
Код INSEE коммуны — 11016.

## Население
Население коммуны на 2008 год составляло 94 человека.
| 1836 | 1962 | 1968 | 1975 | 1982 | 1990 | 1999 | 2008 |
| ---- | ---- | ---- | ---- | ---- | ---- | ---- | ---- |
| 200  | 124  | 148  | 114  | 118  | 111  | 96   | 94   |

## Экономика
В 2007 году среди 58 человек в трудоспособном возрасте (15—64 лет) 44 были экономически активными, 14 — неактивными (показатель активности — 75,9 %, в 1999 году было 70,6 %). Из 44 активных работали 39 человек (24 мужчины и 15 женщин), безработных было 5 (2 мужчин и 3 женщины). Среди 14 неактивных 1 человек был учеником или студентом, 10 — пенсионерами, 3 были неактивными по другим причинам.